# Swin Cash
Pour les articles homonymes, voir Cash.
Swin Cash, née le 22 septembre 1979, est une joueuse américaine de basket-ball, double championne NCAA, triple championne WNBA, championne du monde et double championne olympique.

## Biographie
Swin Cash remporte deux fois le championnat universitaire en 2000 et 2002, cette dernière année avec Diana Taurasi.
C'est une joueuse très complète, comme le prouve sa saison 2003 avec le Shock de Détroit dont elle termine dans le Top 20 dans les trois catégories statistiques majeures[réf. souhaitée].
Avant sa carrière en WNBA, elle a obtenu deux titres NCAA, la première en 2000 (36 victoires et 1 défaite, avec un succès 71 à 52 en finale contre Tennessee). Battus au Final Four par Notre Dame en 2001, les Huskies récidivent en 2002, avec pour cette dernière saison, une série record de 39 victoires pour aucune défaite. Choisie en deuxième position de la draft derrière sa coéquipière Sue Bird, elle rejoint le Shock de Détroit dont elle est la principale instigatrice de la bonne deuxième partie de saison, après un départ marqué par 13 défaites de rang. Nommé entraîneur, Bill Laimbeer redresse la situation en s'appuyant sur Cash, ce qui lui doit d'être choisie en 3e position du vote de meilleure rookie de l'année. L'année suivante elle conduit sa franchise au titre WNBA.
Avec sa victoire aux Jeux olympiques de 2004 à Athènes, elle devient la sixième joueuse à obtenir les titres NCAA, WNBA et titre olympique. Mais elle n'est pas retenue pour aller à Pékin en 2008. 
Limitée par une hernie discale qu'elle ne fera opérer qu'en 2009 et une relation dégradée avec Laimbeer, elle est transférée au Storm de Seattle en février 2008. En 2009, elle est élue MVP du All-Star Game avec 22 points lors de la victoire de l'Ouest 130-118. En 2010, le Storm enregistre un bilan de 28 victoires pour 6 revers et sept succès en play-offs pour un nouveau titre WNBA avec Cash alignant 13,8 points pare rencontre. En 2011, elle est de nouveau élue MVP du All-Star Game avec 21 points et 12 rebonds, première joueuse à remporter ce trophée alors que son équipe est battue. Ces performances lui valent un retour dans la sélection olympique de 2012 pour Londres, où les Américaines remportent de nouveau la médaille d'or. 
En mai 2014, le Sky l'échange avec un troisième tour de draft 2015 contre la joueuse du Dream Courtney Clements et le second tour de draft 2015, Cash souhaitant un contrat de trois ans quand Chicago n'offrait qu'une seule année. Elle est alors une des deux seules joueuses de la ligue à 4 500 points 2 000 rebonds et 1 000 passes décisives.
Cash au Liberty et DeLisha Milton-Jones au Dream ayant connu toutes deux un début de saison 2014 difficile, les clubs annoncent leur échange le 10 juillet.
Après un exercice réussi en 2015 (34 rencontres dont 28 titularisations pour 4,5 points, 2,4 rebonds et 1,4 passe décisive), elle prolonge d'une année son séjour à New York pour y disputer sa 15e saison WNBA. Peu avant le début de la saison WNBA 2016, son contrat est rompu par le Liberty pour signer Amanda Zahui B.. Toutefois, le Liberty peut la réengager dix jours plus tard, ce qui permet à la franchise de rester dans la limite salariale imposée par la ligue. 
Début juin, elle annonce que la saison WNBA 2016 sera sa 15e et dernière. Le Liberty lui rend dommage le 7 septembre à l'occasion de la rencontre opposant le Liberty au Storm, la franchise la louant comme Tina Charles pour son rôle de mentor auprès d'elle. Elle conclut sa carrière sur la défaite du Liberty au deuxième tour des play-offs face au Phoenix du Mercury de son ancienne coéquipière en NCAA Diana Taurasi qui lui rend hommage : « Swin est une telle combattante. Je l'ai connue en universitaires. J'ai eu un aperçu de ce que cela nécessite pour être la meilleure, pour être au sommet dans le match (...) Elle nous manquera. Comme Catch, Swin fait partie de ces personnes qui ont fait beaucoup pour le basket-ball. Elles ont eu des carrières accomplies que les gamines ont pu suivre et se dire « Moi aussi, je peux le faire ». »

## Vie privée
Le 3 mai 2015, elle épouse son ami de longue date Steve Canal lors d'une cérémonie à Atlanta à laquelle participent notamment Sue Bird, Tamika Catchings et la commissaire de la WNBA Laurel J. Richie.

## Club

### NCAA
- 1998-2002 : Huskies du Connecticut

### WNBA
- 2002-2007 : Shock de Détroit
- 2008-2013 : Storm de Seattle
- 2014 : Dream d'Atlanta
- 2014-2016 : Liberty de New York

### NWBL
- Spirit de Springfield

## Palmarès

### Club
- Championne de NCAA en 2000 et 2002
- Championne WNBA 2003, 2006 et 2010
- Sélection des meilleures joueuses des 20 ans de la WNBA[12]

### Sélection nationale
- Médaille d'or aux Jeux olympiques de 2004 à Athènes
- Médaille d’or du Championnat du monde 2010
- Médaille d'or aux Jeux olympiques de 2012 à Londres,  Royaume-Uni

### Distinctions personnelles
- Élue meilleure joueuse du Final Four NCAA en 2002
- Sélection USA pour de la rencontre The Game at Radio City en 2004
- Participation au WNBA All-Star Game 2003, 2005, 2009, 2011
- Sélection USA pour de la rencontre The Stars at the Sun en 2010[13]
- MVP du WNBA All-Star Game en 2009 et 2011
- Trophée Kim Perrot de la sportivité 2013
- Second cinq défensif de la WNBA 2011[14]
- Second meilleur cinq de la WNBA (2003, 2004)